# Ranunculus bullatus
La flor de San Diego (Ranunculus bullatus) es una planta  de la familia de las ranunculáceas.

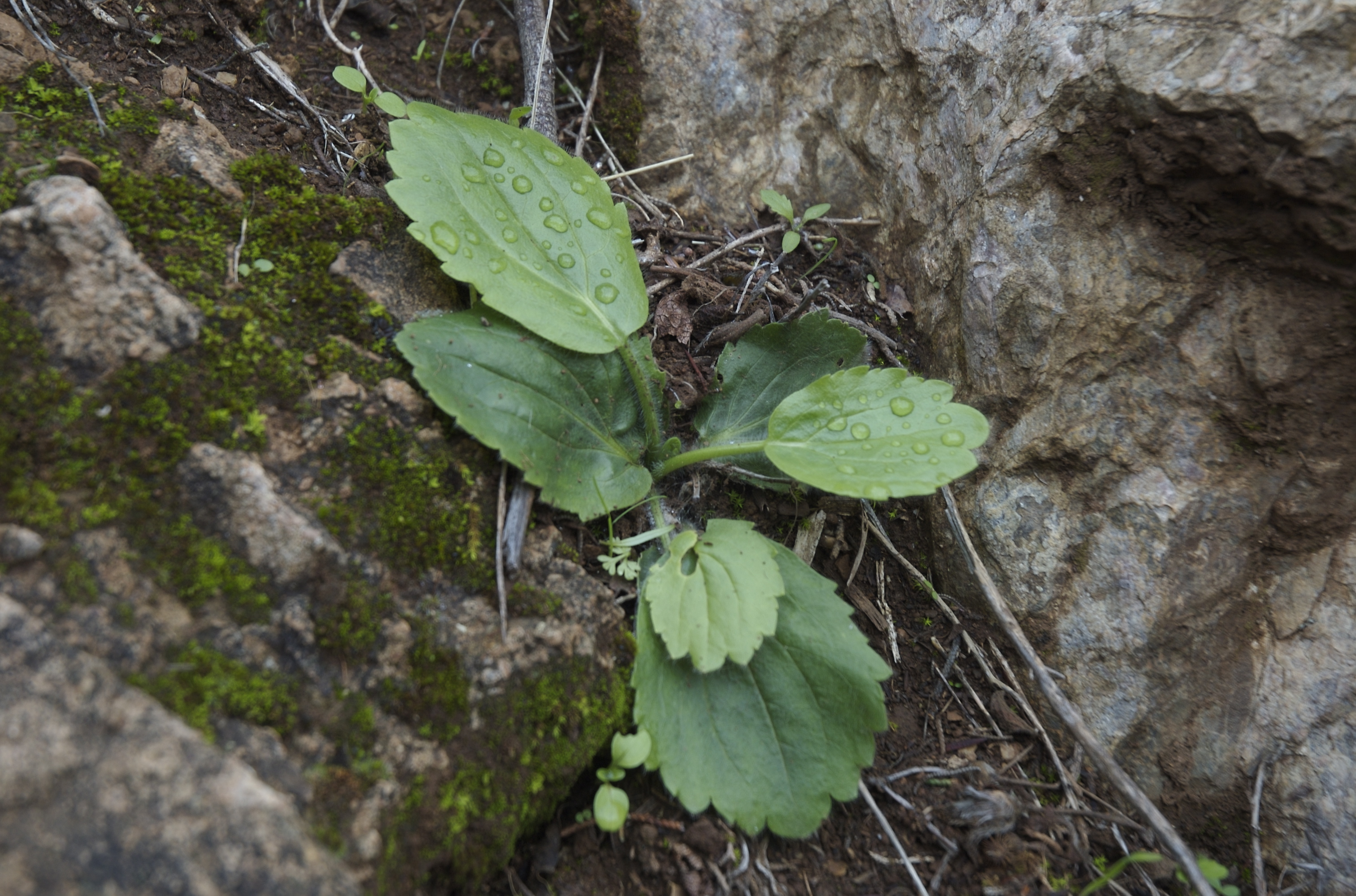
Vista de la planta

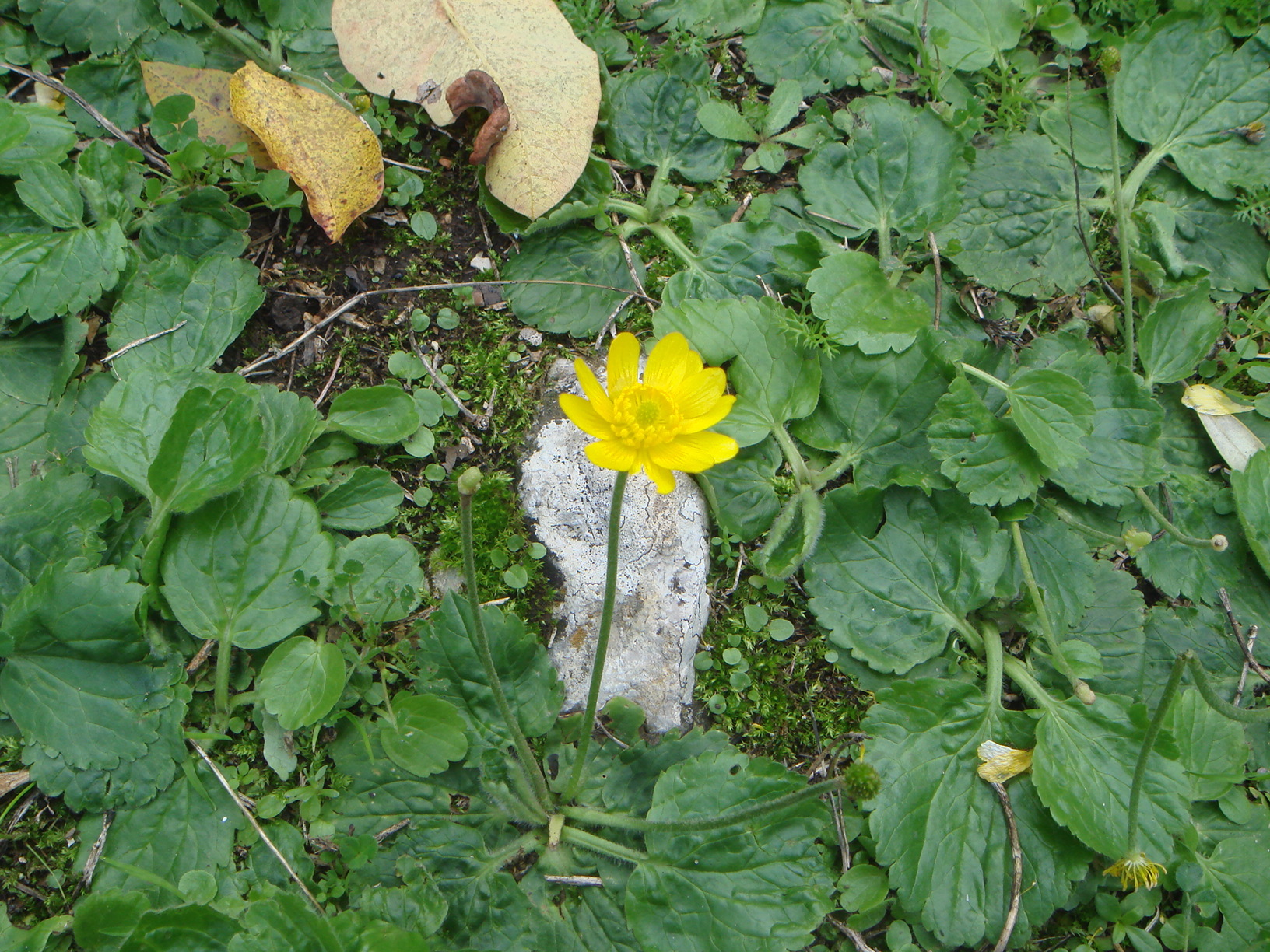
Flor

## Descripción
Hierba vivaz , peluda, muy baja o baja. Las hojas todas basales, pegadas al suelo formando una roseta, con forma ovada, dentadas pero no lobuladas, crenada por el borde, con algo de pelo en el envés. En la época de floración emite pedúnculos, sin hojas y con una flor de pétalos amarillos de 18-26 mm, con fragancia de violeta; 5-12 pétalos. Cuando los pétalos caen, queda madura una cabecilla de frutillos (aquenios) de algo más de 1 mm de largos, oblongos y terminados en un diminuto pico ligeramente curvo-ganchudo.

## Distribución y hábitat
Oeste y centro del Mediterráneo, desde Portugal hasta Grecia, incluido el norte de África. Vive en lugares rocosos, pastos secos, terrenos hollados y lugares arcillosos cercanos a calizas.

## Taxonomía
Ranunculus bullatus fue descrita por Carlos Linneo y publicado en Linnaea 30: 83 (1859-61).
Citología
Números cromosomáticos de Ranunculus bullatus  (Fam. Ranunculaceae) y táxones infraespecificos: n=8; 2n=16
Etimología
Ver: Ranunculus
bullatus: epíteto latino que significa "inflado".
Sinonimia
- Ionosmanthus rhombifolius Jord. & Fourr.
- Ionosmanthus semicalvus Jord. & Fourr.	[8]

## Nombres comunes
- Castellano: botón de oro de Portugal, botoncillo de oro, flor de San Diego, hierba bellida, ranillo de invierno, botón de Portugal, botón de oro,  ranillo salvaje portugués, yerba bellida.[5][9]